# Karel V en de Razernij
Karel V en de Razernij (Spaans: Carlos V y el Furor) of De Furie overmeesterd door de deugd van de Caesar (Latijn: Caesaris virtute domitus Furor) is een allegorisch standbeeld van keizer Karel V en de oorlogsfurie, gemaakt in renaissancestijl door Leone Leoni en afgewerkt door zijn zoon Pompeo Leoni (1551-1564). Bijzonder is het afneembare harnas van de keizer. De bronzen beeldengroep is te zien in de rotunda van het Prado in Madrid. Op diverse openbare plaatsen staan reproducties van het werk.

## Totstandkoming
Op aangeven van hertog Ferrante Gonzaga en met de hulp van zijn studievriend Antoine Perrenot de Granvelle trad Leoni eind jaren 1540 in keizerlijke dienst. In verband met zijn voorstel voor een monumentaal ruiterstandbeeld van keizer Karel werd hij uitgenodigd naar het keizerlijk hof in Brussel, waar hij in maart 1549 toekwam met zijn zoon Pompeo. Hij kreeg er zijn eerste opdrachten op groot formaat en het waren er meteen veel: standbeelden, borstbeelden en reliëfs van de Habsburgers in marmer en brons, waaronder zeven van de keizer, drie van zijn zoon Filips, drie van de overleden keizerin Isabella en twee van landvoogdes Maria van Hongarije. Het idee van een ruiterstandbeeld werd verlaten, maar delen van het concept bleven bruikbaar voor het monumentale standbeeld van de keizer waarmee hij werd belast.
Na de Slag bij Mühlberg heerste aan het hof optimisme dat de militaire situatie onder controle was en dat een periode van vrede en voorspoed in het verschiet lag. Dit kwam tot uiting in het concept van een verheven keizer en een geketende oorlogsfurie. De figuur van de furie was een "gril" van Leoni, zoals blijkt uit zijn correspondentie met Granvelle, zij het ongetwijfeld geïnspireerd op het werk van zijn aartsrivaal Benvenuto Cellini. Hij wilde niet verwijzen naar concrete overwinningen op Turken, lutheranen of anderen, maar liet zich inspireren door de passage in Vergilius' Aeneïs waarin Latium tot bedaren is gebracht doordat Aeneas de Furie opsluit in de Tempel van Janus. In 1550 presenteerde hij een eerste model en het volgende jaar bekwam hij goedkeuring voor zijn vondst van een afneembaar harnas. Dit originele concept combineerde het heroïsch naakt uit de oudheid met de christensoldaat (miles christianus). 
Leoni werkte in Milaan in het huis dat hem daartoe was gegeven. Op 19 juli 1551 goot hij de keizer, in november 1553 de Furie, en in augustus 1555 was het harnas nagenoeg klaar. De keizer, die was inmiddels afgetreden, sommeerde hem ongeduldig naar Brussel maar was zeer ingenomen toen Leoni hem daar in 1556 het resultaat voorstelde. Alleen de laatste afwerking moest nog gebeuren. De beeldengroep vertrok met de keizer naar Spanje, maar de kunstenaar weigerde mee te gaan. In zijn plaats stuurde hij zijn zoon Pompeo, die zich in Madrid vestigde en vandaaruit bleef samenwerken met zijn vader. In 1564 was het werk helemaal gereed. Het was 251 cm hoog en woog 825 kg. Een opschrift rondom het voetstuk gaf het onderwerp aan: CAESARIS VIRTVTE DOMITVS FVROR. Een tweede inscriptie vermeldde datering en auteurschap:
1564
LEO. P. POMP. F. ARET. F.
Leo Pater, Pompeius filius, Aretini, fecerunt
(Vader Leone en zoon Pompeo, Aretijnen, maakten dit)

## Voorstelling
De bronzen groep toont keizer Karel V die triomfeert over de geketende Furie, de Romeinse metafoor voor oorlog. Het is een variant op het thema van de deugd die de ondeugd overwint. Het contrast tussen de verheven keizer, die de stoïcijnse virtus belichaamt, en de razende Furie, is een emotionele ontdubbeling van het formele contrapposto. De Furie houdt een brandende toorts vast waarmee hij het oorlogsvuur weer kan aansteken, maar Karel blijft waakzaam en beheerst. Hij draagt een lans, een kromzwaard (alfanje) en de keten van de Orde van het Gulden Vlies. De absolute nieuwigheid is de wapenuitrusting waarvan de stukken volledig kunnen worden afgenomen om een heroïsch naakt te onthullen. De basis wordt gevormd door trofeeën en wapens, waaronder een morion, een kuras, een schild, een zwaardgevest, een drietand, een trompet, een knots, een pijlkoker en fasces  (roedenbundel met bijl).
Zeer veel details verraden de eruditie en het technisch meesterschap van de goudsmid-medailleur Leoni. Het plaatharnas gedragen in Mühlberg is nauwkeurig weergegeven (kuras, cuisses) en waar nodig aangepast (de leeuwenkoppen op de schouderstukken). De razende Furie is gezeten op een hoop wapens, zoals in het vers van Vergilius ("saeva sedens super arma"). Het is een bebaarde figuur die aan handen en voeten is geketend, maar die woest en vreeswekkend blijft. Verbeten zwetend en met ontblote tanden belichaamt hij de asprezza. De spieren geven blijk van veel aandacht voor anatomisch realisme, terwijl het dramatische pathos herinnert aan de Laocoöngroep. De twee figuren zijn zo geplaatst dat de groep vanuit diverse gezichtspunten kan worden bekeken zonder dat ze elkaar hinderen.

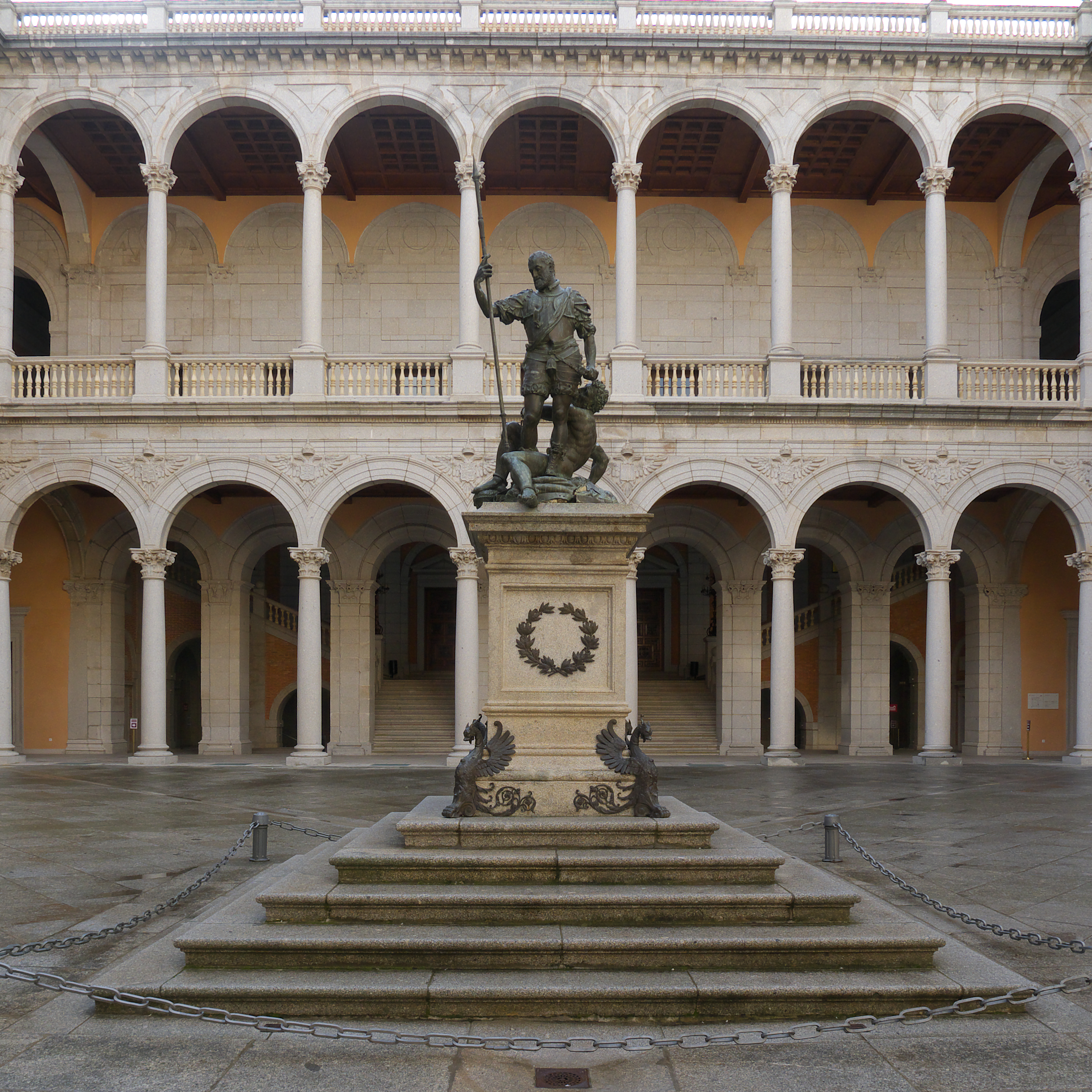
Replica in het Alcázar van Toledo

## Locaties
Toen Pompeo Leoni in 1564 de laatste hand legde aan de beeldengroep, was keizer Karel reeds een aantal jaar overleden. Hoewel zijn zoon en opvolger Filips II van Spanje publiek groot respect aan de dag legde voor de overledene, gaf zijn omgang met de monumenten die hem moesten eren blijk van minder enthousiasme. Hij liet de groep gewoon staan in het atelier van Pompeo Leoni. Filips III van Spanje liet het werk in 1608 overbrengen naar de kelders van het Alcázar van Madrid. In 1620 kreeg het voor het eerst een prominente plaats, in de tuinen van het Koninklijk Paleis van Aranjuez, en vanaf 1634 in die van het Buen Retiro-paleis. Door toedoen van de Fransen kwam het standbeeld uiterlijk in 1811 terecht in het Buenavista-paleis. Dat jaar werd het door een decreet van koning Jozef Bonaparte eigendom van het volk en werd het op de Plaza de Santa Ana geplaatst als onderdeel van een fontein, zodat het zeker niet naar Parijs zou worden afgevoerd. In 1825 keerde het terug naar het Buen Retiro-paleis om uiteindelijk in 1830 in het Prado terecht te komen.

## Voetnoten
1. ↑  Meer bepaald is het concept verwant met een medaille die Cellini sloeg voor paus Clemens VII. Leoni moet ook Cellini's standbeeld van koning Frans I als Mars hebben bezichtigd in Fontainebleau.
2. ↑  Carolyn Springer, Armour and Masculinity in the Italian Renaissance, 2010, p. 109
3. ↑  Carolyn Springer, Armour and Masculinity in the Italian Renaissance, 2010, p. 119
4. ↑  Geoffrey Parker, Emperor. A New Life of Charles V, 2019, p. 494-495
5. ↑  Isadora Rose-de Viejo, "Carlos V y el furor jamás perteneció a Manuel Godoy" in: Archivo Español de Arte, juni 2004, p. 191-193. DOI:10.3989/aearte.2004.v77.i306.248